# Suzanne Kosmas
Suzanne McDonald Kosmas (Washington, 25 febbraio 1944) è una politica statunitense, membro della Camera dei Rappresentanti per lo stato della Florida dal 2009 al 2011.

## Biografia
Nata a Washington, la Kosmas era figlia di un impiegato del Dipartimento del Tesoro. Dopo il matrimonio con Paul Kosmas, si trasferì con lui in Florida e lì intraprese l'attività politica, inizialmente a livello locale.
Nel 1996 venne eletta alla Camera dei Rappresentanti della Florida come membro del Partito Democratico e rimase lì fino al 2004.
Nel 2008 si candidò per un seggio alla Camera dei Rappresentanti, sfidando il repubblicano in carica Tom Feeney. La Kosmas riuscì a sconfiggere Feeney con un largo margine di scarto e approdò al Congresso.
Tuttavia nel ciclo di elezioni successivo, quello del 2008, la Kosmas affrontò l'avversaria repubblicana Sandy Adams, che la sconfisse con un margine di venti punti percentuali.